# Lacul Vida
Lacul de acumulare Vida sau Lacul cu vârtej este un lac artificial realizat pe Râul Holod (Vida) print-un baraj de anrocamente de 10 m înălțime.

## Amplasare
Barajul Vida este amplasat pe râul Holod, aval de confluența acestuia cu râul Toplița, amonte de localitatea Luncasprie.

## Barajul
Barajul Vida este un baraj de anrocamente de 10 m înălțime, cu o lungime la coronament de 70 m. Pentru evacuarea debitelor maxime, barajul a fost prevăzut cu un deversor tip pâlnie. Barajul a fost terminat în anul 1967.
Pe locul actual al barajului, înainte de 1967, se afla cea mai veche moară din satul Luncasprie, numită moara lui Lioliu. Pe acest loc se aflau doar două case, a morarului și a fiului acestuia.Câmpul dintre dealuri era împărțit de râul Vida. În acest loc , pe partea dreaptă a cursului apei, a fost casa părintească în care s-a născut și copilărit scriitorul Teodor Dume
Din locul acesta se putea ajunge pe o potecă îngustă în satul Răcaș, sat aflat foarte sus între dealuri.

## Lacul de acumulare
Lacul de acumulare are un volum de 0,4 milioane m3 și o suprafață de 6 ha. O curiozitate turistică a acestui lac o reprezintă pâlnia de deversare, cu rolul de a normaliza debitul când sunt precipitații abundente în zonă.

## Legături externe
- Luncasprie, Lacul Vida
- Lacul Vida, Luncasprie[nefuncțională – arhivă]